# Jerônima Mesquita
Jerônima Mesquita, född 30 april 1880, död 11 december 1972, var en brasiliansk feminist.  
Hon blev 1922 en av grundarna till Federação Brasileira pelo Progresso Feminino, en pionjärorganisation inom den brasilianska kvinnorörelsen, som blev känd för sin kampanj för kvinnlig rösträtt.